# Benedikt VIII.

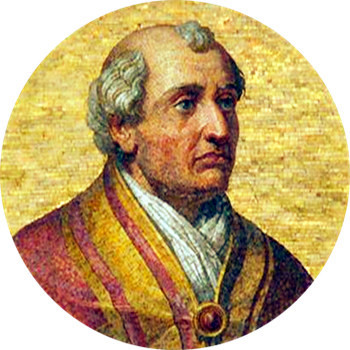
Mosaikdarstellung des 17. Jahrhunderts aus der Basilika Sankt Paul vor den Mauern

Benedikt VIII. (vorher Theophylakt II. von Tusculum; * um 980 in Rom oder Tusculum; † 9. April 1024 in Rom) war Papst vom 20. oder 21. Mai 1012 bis zu seinem Tod.

## Leben

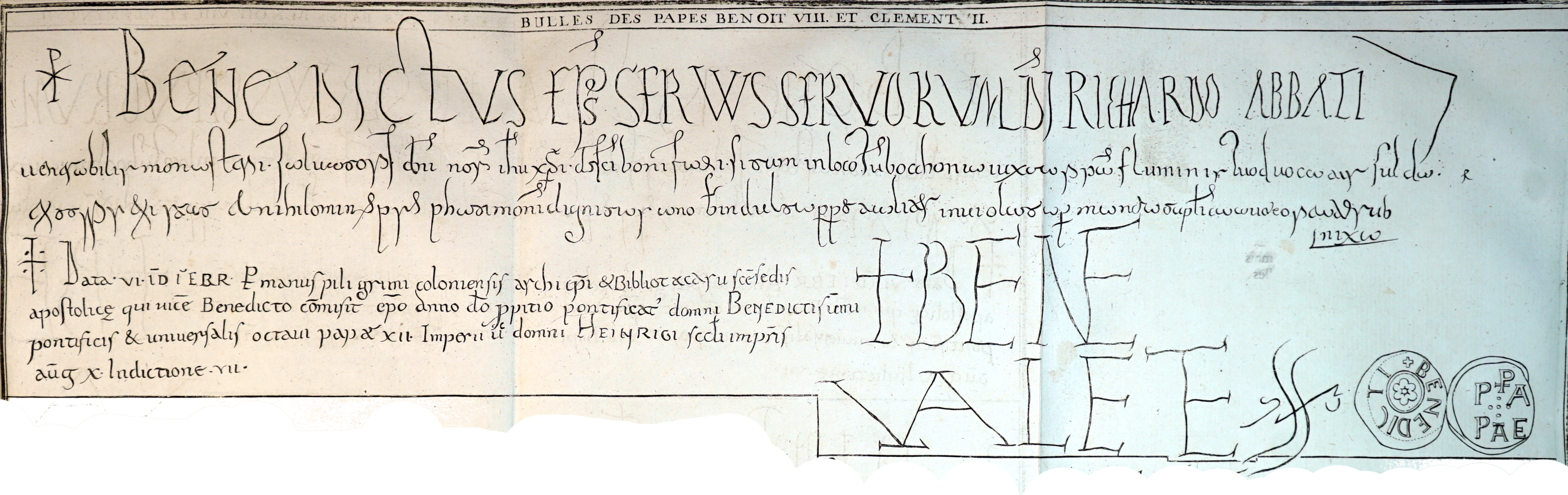
Bulle Papst Benedikts VIII. (gedruckt 1760)

Benedikt VIII. wurde als Sohn des Grafen und kaiserlichen Admirals Gregor von Tusculum aus dem Geschlecht der Tuskulaner geboren, das zu dieser Zeit in Rom viel Macht besaß. Papst Silvester II. ernannte ihn 1001 zum Kardinalbischof von Porto. Er wurde wie sein ihm nachfolgender Bruder und der darauf folgende Neffe der beiden als Laie zum Papst erhoben. Nach seiner Wahl übergab Papst Benedikt den Grafentitel von Tusculum, den er von seinem Vater geerbt hatte, an seinen Bruder Alberich. Er ernannte zur Festigung seiner Macht diesen und seinen anderen Bruder Romanus von Tusculum zum Konsul und Herzog von Rom und stattete beide mit den entsprechenden Befugnissen aus.
Zunächst hatte sich Benedikt mit dem Gegenpapst Gregor VI. aus der bis dahin dominierenden Familie der Crescentier auseinanderzusetzen, obwohl diese mit den Grafen von Tusculum verwandt waren. Benedikt schaffte es aber schnell, den Gegenpapst bei König Heinrich II. auszumanövrieren. Er krönte König Heinrich II. und dessen Gattin Kunigunde schließlich am 14. Februar 1014 zu Kaiser und Kaiserin.
Danach konsolidierte Papst Benedikt den Kirchenstaat. Im Jahre 1016 schlug das von ihm aufgestellte Heer die nun auch Oberitalien verwüstenden nordafrikanischen Sarazenen bei Luni. Als diese Sardinien besetzten, verbündete sich Benedikt mit den Seemächten Genua und Pisa und vertrieb mit seiner frisch gebauten Flotte und der Unterstützung seiner Bündnispartner die Sarazenen von der Insel. Sardinien wurde daraufhin Pisa zum Lehen übergeben. Ein weiterer Feldzug gegen die Byzantiner in Süditalien blieb jedoch erfolglos. 1020 suchte er den Kaiser in Bamberg auf und bat um Hilfe gegen die Expansion der Byzantiner in Süditalien, wo seit 1017 die Normannen als neue politische Kraft spürbar wurden. Das Konzil von Pavia, das der Papst und der Kaiser gemeinsam 1022 in Pavia abhielten, beschloss Dekrete für die Kirchenreform: So wurden zur Verschärfung der Zölibatspflicht die Priesterehe unter Androhung der Absetzung verboten und Kinder von Klerikern zu Unfreien (Kirchensklaven) erklärt. Gemeinsam mit Heinrich II. kämpfte er in mehreren Synoden gegen Simonie und für den Zölibat.
Auf die Zusammenarbeit mit diesem Kaiser ging auch die endgültige Beifügung des Zusatzes filioque zum Glaubensbekenntnis zurück.
1020 besuchte er in Deutschland die Städte Fulda und Bamberg und weihte in Bamberg die zur Alten Hofhaltung gehörende Thomaskapelle und die St.-Stephans-Kirche ein.
Er starb am 9. April 1024 in Rom. Neuer Papst wurde sein Bruder Romanus als Johannes XIX.